# Троицкий Усть-Кольский монастырь
Троицкий Усть-Кольский монастырь (Ново-Печенгский монастырь, Кольско-Печенгский монастырь) — упразднённый мужской монастырь Архангельской епархии Русской православной церкви в Кольском уезде Архангельской губернии Российской империи.
Основан в первой половине XVI века иеромонахом Феодоритом, ревностным распространителем христианства между лопарями. Первым настоятелем в Ново-Печенгском монастыре был иеромонах Иона, ученик праведного Трифона. В 1590 году сюда были переведены иноки разорённого Печенгского-Троицкого-Трифонова монастыря.
Указом царя Фёдора Иоанновича от 1591 года, монастырь разместился за стенами Кольского острога, при приходской Благовещенской церкви, на территории Кольского монастырского подворья. В 1606 г. переместился на остров в реке Коле, который с тех пор назывался Монастырским (позже Кладбищенским, Каменным). Здесь монастырь находился до своего упразднения.
В 1701 году в монастыре было 13 монахов. Из письма настоятеля этого монастыря к архиепископу Афанасию видно, что в этом году монастырём было отправлено за границу 12 752 шт. сушёной трески, 2,3 тонны жиру и 2470 шт. сёмги. Монастырь этот также чтился богомольцами и местным населением.
В 1724 году в Коле насчитывалось 3 церкви: Святой Троицы, Успения Божией Матери и святых апостолов Петра и Павла.
В 1764 году монастырь упразднён и причислен к Кольскому собору. Манифестом от 26 февраля того же года императрица Екатерина II объявила отменёнными все прежние преимущества монастыря.
На начало XX века от монастыря осталась только кладбищенская церковь при городе Коле.